# 鵲橋 (探査機)
鵲橋（じゃっきょう、英語: Queqiao）は、地上と直接交信することが困難な月の裏側に送り込まれる中国の月探査機嫦娥4号と地球との間の通信を中継する人工衛星である。名前は鵲橋（中国の伝説で旧暦の七夕の日に天の川に架かるとされる橋）に因む。

## ミッションの経過
中継衛星「鵲橋」は長征4号Cロケットに搭載されて2018年5月21日午前5時28分 (UTC+8) に西昌衛星発射センターから打ち上げられた。西昌衛星発射センターから長征4号Cロケットが打ち上げられたのはこれが初めてである。
嫦娥4号は月の裏側に着陸する一方、月はその自転周期と地球に対する公転周期が同じ（自転と公転の同期）であることから、嫦娥4号の通信は月自体によって妨げられることになる。そこで、鵲橋は地球と嫦娥4号との間の通信を中継する任務を負う。中継衛星「鵲橋」は地球-月系のL2点を周回する世界初の通信衛星となった。
「鵲橋」は打ち上げ後、近地点高度200kmに入り、遠地点高度40万kmの地球-月遷移軌道に達し、2018年5月25日21時46分に月に接近（月フライバイ）して制動をかけることに成功し、月から地球-月系のL2点に至る遷移軌道に入った。その後、軌道は数回変更され、6月14日には月から65,000km離れた地球-月系のL2点を周回するハロー軌道に投入された。

## 相乗り
鵲橋の打ち上げではハルビン工業大学が開発した小型探査機2機が相乗りしていた。

### 竜江一号
別名DSLWP-A1。竜江二号とともに2機で月周回軌道上から電波天文衛星を構築する計画だったが、打ち上げ直後に故障して運用が断念された。1機だけでは電波天文衛星を構築できないが、その時点でこれからの観測計画は未定となっている。

### 竜江二号
別名DSLWP-A2。竜江一号の故障により、ひとまず単独で月探査機としての運用が始まった。地球周回軌道から自力で月周回軌道に到達したのは、小型衛星としては世界初となる。また中国の提唱する一帯一路計画の一環でもあり、サウジアラビアとの国際協力プロジェクトとなっている。竜江二号にはサウジ製の光学カメラなどの観測機器が搭載され、月面の撮影に成功した。